# فورد فريكر
فورد م. فريكر (بالإنجليزية: Ford M. Fraker)‏، من ولاية ماساشوستس، هو سفير سابق للولايات المتحدة لدى المملكة العربية السعودية. عين كسفير مفوض فوق العادة في 30 مارس 2007، وقدم أوراق اعتماده في 2 سبتمبر 2007. وغادر منصبه في 27 سبتمبر 2009. ويشغل حاليا منصب رئيس مجلس سياسات الشرق الأوسط ورئيس مجلس إدارة شركة ميريل لينش المملكة العربية السعودية.
| المناصب الدبلوماسية | المناصب الدبلوماسية                                           | المناصب الدبلوماسية |
| ------------------- | ------------------------------------------------------------- | ------------------- |
| سبقه جيمس اوبرويتر  | سفراء الولايات المتحدة لدى المملكة العربية السعودية 2007–2009 | تبعه جيمس سميث      |

## وصلات خارجية
- Boston Globe, February 13, 2007
- U.S. State Dept. biography